# Moulin à farine de Restmeur
Le moulin à farine de Restmeur est situé à Pommerit-le-Vicomte en France.

## Localisation
Le moulin est situé sur le territoire de la commune de Pommerit-le-Vicomte, il est installé sur la rive du Trieux, dans le département des Côtes-d'Armor en région Bretagne.

## Description
Le moulin est construit selon un plan rectangulaire, il est édifié en moellons de granite. On y accède par une porte en plein cintre, il a été rehaussé d'un étage avec du parpaing de béton et des briques. Toiture à longs pans couverte en ardoises. Un hangar appuyé contre le pignon abrite un moteur pour pallier l'absence d'eau.

## Historique
Le moulin de Restmeur est antérieur à la Révolution. À l'origine, l'habitation était dans le moulin comme le montrent les cheminées à chaque niveau, dont celle du rez-de-chaussée est en pierre de taille de granite. D'après l'enquête de 1848, le moulin, exploité par Jean Urvoy, a deux roues hydrauliques. Il produit 114 700 kg de farine. Les grains proviennent de la commune et des communes voisines, des marchés de Guingamp et Pontrieux. La plus grande partie de ces farines est vendue sur les marchés. À la suite d'un accident survenu au meunier, l'activité cesse en 1959. Des meules verticales ont été installées vers 1950. La roue hydraulique verticale dont il reste des vestiges (axe, moyeu) avait 5,60 m de diamètre pour 1,70 m de largeur. On trouve également un moteur à huile lourde dans un appentis et deux broyeurs à cylindres au rez-de-chaussée du moulin.
Le moulin est inscrit à l'inventaire supplémentaire des monuments historiques.